# Giới Thủ

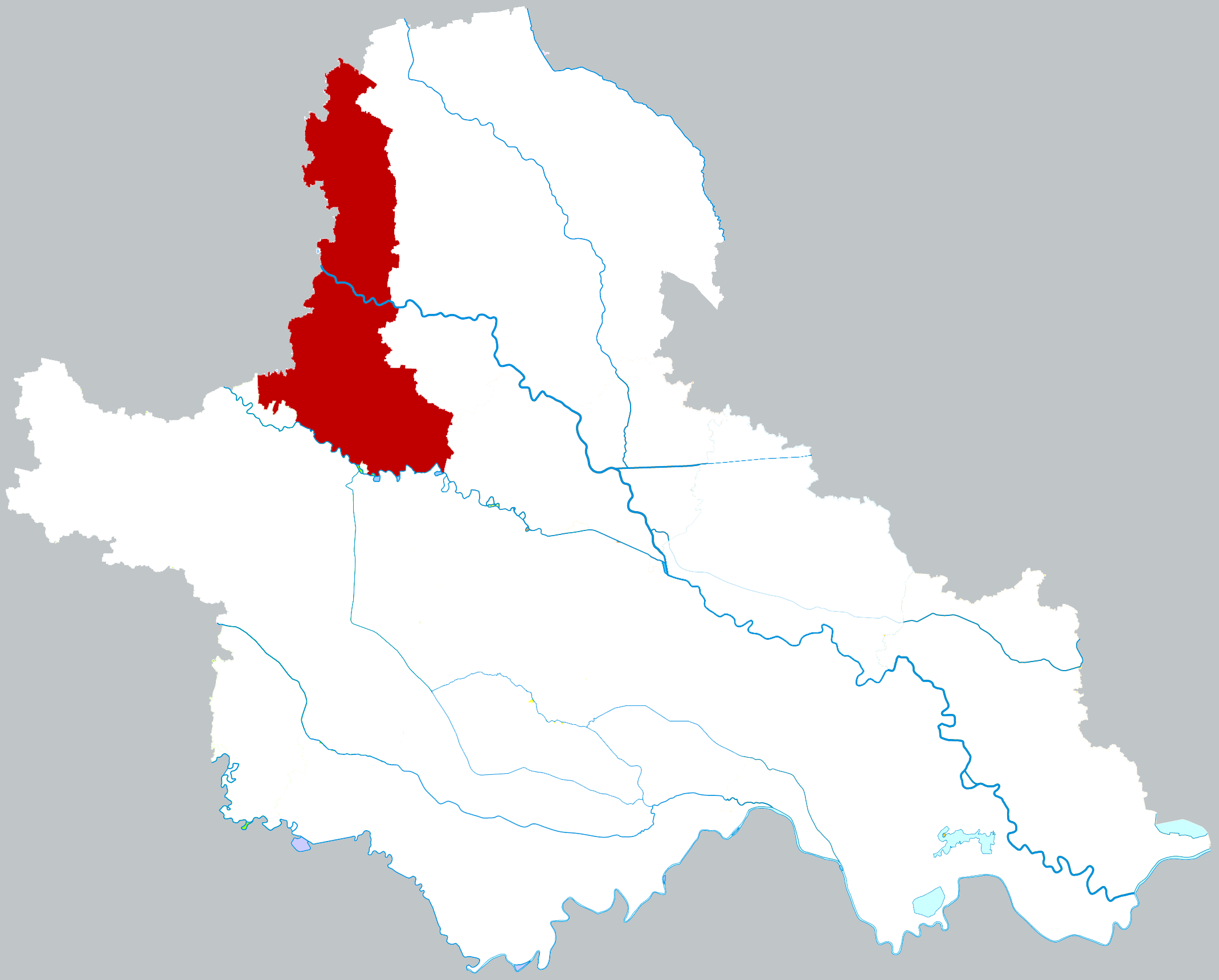
Giới thủ

Giới Thủ (chữ Hán giản thể:界首市, âm Hán Việt: Giới Thủ thị) là một thành phố cấp huyện thuộc địa cấp thị Phụ Dương, tỉnh An Huy, Cộng hòa Nhân dân Trung Hoa. Thành phố Giới Thủ có diện tích 667 km2, dân số 740.000 người.. Về mặt hành chính, thành phố này được chia thành 3 nhai đạo biện sự xứ, 11 trấn, 4 hương. 
- Nhai đạo: Tây Thành, Dĩnh Nam, Đông Thành.
- Trấn: Quang Vũ, Lô Thôn, Lưu Diêu, Vương Tập, Đào Miếu, Chuyên Tập, Cố Tập, Tuyền Dương, Đái Kiều, Đại Hoàng, Điền Doanh.
- Hương: Cận Trại, Trách Trại, Thư Trang, Bình Tập.